# 파이퍼 로리
파이퍼 로리(Piper Laurie, 1932년 1월 22일~2023년 10월 14일)는 미국의 배우이다.

## 출연 작품

### 영화
- 스냅샷 (2018) - 로즈 뮬러 역

### 드라마
- 트윈 픽스